# آماری مورگان اسمیت
آماری مورگان اسمیت (انگلیسی: Amari Morgan-Smith؛ زادهٔ ۳ آوریل ۱۹۸۹) بازیکن فوتبال اهل بریتانیا است.
از باشگاه‌هایی که در آن بازی کرده‌است می‌توان به باشگاه فوتبال یورک سیتی، باشگاه فوتبال اولدهام اتلتیک، باشگاه فوتبال کرو آلکساندرا، باشگاه فوتبال لوتون تاون، باشگاه فوتبال استوک‌پورت کانتی، باشگاه فوتبال آلسیجر تاون، باشگاه فوتبال مکلسفیلد تاون، باشگاه فوتبال چلتنهام تاون، باشگاه فوتبال کیدرمینستر هاریرس، و باشگاه فوتبال تلفورد یونایتد اشاره کرد.
وی همچنین در تیم ملی C فوتبال انگلیس بازی کرده‌است.